# Ахмед аль-Рави
Ахме́д Хиша́м Али́ Муса́ аль-Рави (араб. أحمد هشام علي موسى الراوي‎; род. 30 мая 2004, Багдад) — катарский футболист, нападающий клуба «Эр-Райян» и сборной Катара.

## Карьера

### Клубная карьера
Аль-Рави дебютировал за «Эр-Райян» в Старс-лиге 17 октября 2021 года в матче против клуба «Аль-Духаиль», выйдя на замену на 89-й минуте матча; матч закончился победой «Аль-Духаиля» со счётом 3:0.
19 октября 2022 года аль-Рави переехал в Испанию, где на правах аренды перешёл в испанский «Алькоркон» и присоединился к резервной команде. По окончании сезона Аль-Рави вернулся в «Эр-Райян», к которому присоединился на постоянной основе, сыграв в сезоне 13 матчей, в которых забил 4 гола.

### Карьера в сборной
Аль-Рави играл за сборные Катара разных возрастов. Дебютировал за сборную Катара в отборочном раунде на чемпионат мира по футболу 2026 года в матче против сборной Афганистана; матч закончился победой сборной Катара со счётом 8:1. Первый гол за сборную забил в матче против сборной Кувейта; матч закончился победой Катара со счётом 3:0.

## Личная жизнь
Его старший брат Бассам является одним из ведущих игроков сборной Катара, в составе которой участвовал на чемпионате мира по футболу 2022 года.